# Leucosia tetraodon
Leucosia tetraodon is een krabbensoort uit de familie van de Leucosiidae. De wetenschappelijke naam van de soort is voor het eerst geldig gepubliceerd in 1914 door Bouvier.